# Carl Scarborough
Carl Scarborough (n. 3 iulie 1914, Benton, Illinois – d. 30 mai 1953, Indianapolis, Indiana) a fost un pilot de curse auto american care a evoluat în Campionatul Mondial de Formula 1 în 1951 și 1953.